# Astaenomoechus cicheroi
Astaenomoechus cicheroi is een keversoort uit de familie Hybosoridae. De wetenschappelijke naam van de soort is voor het eerst geldig gepubliceerd in 1969 door Martínez.